# Баян-Обо
Баюнь-Обо, Баян-Обо (Bayan-Obo) — магнетит-рідкісноземельне (Fe-TR-Nb) родовище, Баотоу, Внутрішня Монголія, Китай.
Чотири лінзоподібних рудних тіла (потужність 200–250 м, протяжність до 1,3 км) складені магнетитом, гематитом, в зоні окиснення мартитом, рідкісноземельними мінералами і флюоритом. У багатих рудах вміст Fe понад 45%, в середніх 30-45% (60% запасів), в бідних 20-30%. Вміст рідкісноземельних елементів бл. 8%.
Китай має великі ресурси рідкісноземельних елементів церієвої групи, які укладені в родовищі Баян-Обо. Вміст TR2O3 в рудах 0,75-7,6%, з них частка Ce2О3 50%; La2O3 30%; Nd2O3 15%, інші 5%. Основний рідкісноземельний мінерал — бастнезит.
Родовище рідкоземельних елементів (РЗЕ) Fe-Nb (тип Баян-Обо), відкрите як родовище заліза в 1927 році. 
Мінерали РЗЕ були відкриті в 1936 році, а руди, що містять ніобій, наприкінці 1950-х років. 
Запаси оцінюються в понад 40 млн. тонн мінералів РЗЕ з вмістом РЗЕ 3–5,4% (70% відомих світових запасів РЗЕ), 1 млн. тонн Nb2O5 і 470 млн. тонн заліза. 
Родовище також містить приблизно 130 мільйонів тонн флюориту .
Баян-Обо є найбільшим у світі відомим родовищем РЗЕ. 

Вміст флюориту в рудах також робить його найбільшим у світі родовищем флюориту.
Родовище розташоване у східно-західній мезопротерозойській рифтовій зоні вздовж північної околиці Китайсько-Корейського кратону. 
Вміщуючими товщами є кварцити, сланці, вапняки, доломіти. 
Основною вміщуючою породою є доломіт. 
Рудні тіла стратиформні та лінзоподібні, з масивами, смугами, шарами, жилами та вкрапленнями. 
Окрім чітких ознак гідротермальної мінералізації, родовище також демонструє Mg, Fe, Na та F метасоматоз. Ізохронний вік Sm-Nd монациту для бастнезиту та рибекіту становить від 1200 до 1300 млн. років, тоді як Th-Pb та Sm-Nd вік карбонатів Ba-REE-F та ешиніту становить від 474 до 402 млн. років. 